# Крицкий, Николай Степанович
Николай Степанович Крицкий (2 июня 1911, Воронеж — 17 октября 1975, Псков) — советский театральный актёр. Заслуженный артист РСФСР (1965).

## Биография
Окончил Воронежский театральный техникум (1936). По окончании служил в Воронежском театре драмы. В 1945 году перешёл в Тульский театр драмы. В 1950-е годы сменил несколько театров : в 1950—1953 гг. — Кировский театр драмы, 1953—1954 гг. — Омский театр драмы, 1954—1955 гг. — Николаевский русский драмтеатр, 1955—1959 гг. — Тамбовский драмтеатр. С 1959 года — актёр Псковского театра драмы им. Пушкина.

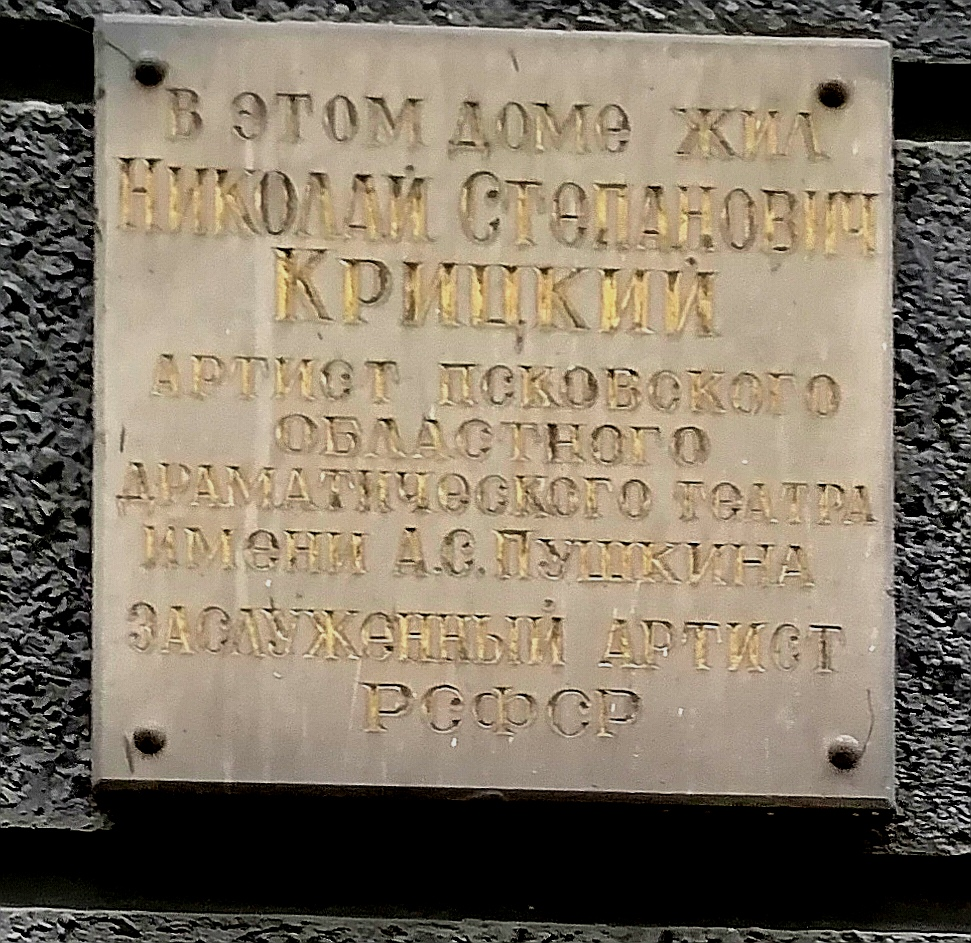
Советская ул., 15

Жил в д. 15 на Октябрьском проспекте в Пскове (мемориальная доска)
Похоронен на 1-м Орлецовском кладбище Пскова.

## Театральные работы
Рощин («Хождение по мукам» по А. Н. Толстому),
Карл Маркс («Дочь России» П. Е. Чередниченко),
Варлаам («Борис Годунов» А. С. Пушкина),
Флор Федулыч («Последняя жертва» А. Н. Островского),
Сердюк («Иркутская история» А. Н. Арбузова),
Миллер («Коварство и любовь» Ф. Шиллера)